# Oratorio di San Maurizio (Lugano)
L'oratorio di San Maurizio è  situato su un promontorio del territorio di Lugano al confine con quello di Savosa (frazione Rovello, già comune autonomo del quale il complesso di San Maurizio fece parte fino al 1804). È documentato per la prima volta nel 1203.

## Descrizione
L'edificio, in stile romanico, ha pianta trapezoidale con abside semicircolare all'esterno. L'aula è coperta da una volta a crociera costolonata a capriate scoperte.
All'interno sono custoditi affreschi d'epoca diversa, dal tardo XV secolo, alla seconda metà del secolo XVI, alcuni attribuiti alla bottega luganese di Cristoforo da Seregno